# Der Wartturm
Der Wartturm ist eine seit 1966 periodisch erscheinende Zeitschrift, die vom Verein Bezirksmuseum Buchen herausgegeben wird. Der namensgebende Titel nimmt das Buchener Wahrzeichen, den Wartturm, auf. Von Ende 1975 bis 1981 gab es eine Unterbrechung, seitdem erscheint Der Wartturm vierteljährlich. Die Zeitschrift kann abonniert werden, die Mitglieder des Vereins Bezirksmuseum erhalten sie kostenlos im Rahmen ihrer Mitgliedschaft.

## Geschichte
Bereits seit Oktober 1925 erschien als monatliche Beilage in der Tageszeitung Buchener Volksblatt Der Wartturm. Heimatblätter für das badische Frankenland. Als im Zuge der Gleichschaltung der Presse in der Zeit des Nationalsozialismus das Buchener Volksblatt, erschienen im Verlag des katholischen Pressevereins Buchen, Anfang 1936 eingestellt werden musste, war damit auch das Ende der Beilage Der Wartturm gekommen. Im Jahr 1984 erschien ein kompletter Nachdruck der elf Jahrgänge in fünf Bänden. Die erste und dritte Folge von Der Wartturm trugen als Titelkopf einen Holzschnitt-Entwurf von Ludwig Schwerin, die zweite Folge einen an Schwerin angelehnten Wartturm.